# Гольманівка
Гольмані́вка —  село в Україні, у Решетилівській міській громаді Полтавського району Полтавської області. Населення становить 10 осіб. До 2020 орган місцевого самоврядування — Пащенківська сільська рада.

## Географія
Село Гольманівка знаходиться на одному з витоків річки Великий Кобелячок, нижче за течією примикає село Супротивна Балка. На відстані в 0,5 км розташоване село Яценки.

## Історія
12 червня 2020 року, відповідно до розпорядження Кабінету Міністрів України № 721-р «Про визначення адміністративних центрів та затвердження територій територіальних громад Полтавської області», село увійшло до складу Решетилівської міської громади.
19 липня 2020 року, в результаті адміністративно - територіальної реформи та ліквідації Решетилівського району, село увійшло до складу новоутвореного Полтавського району Полтавської області.